# 贋造博物館

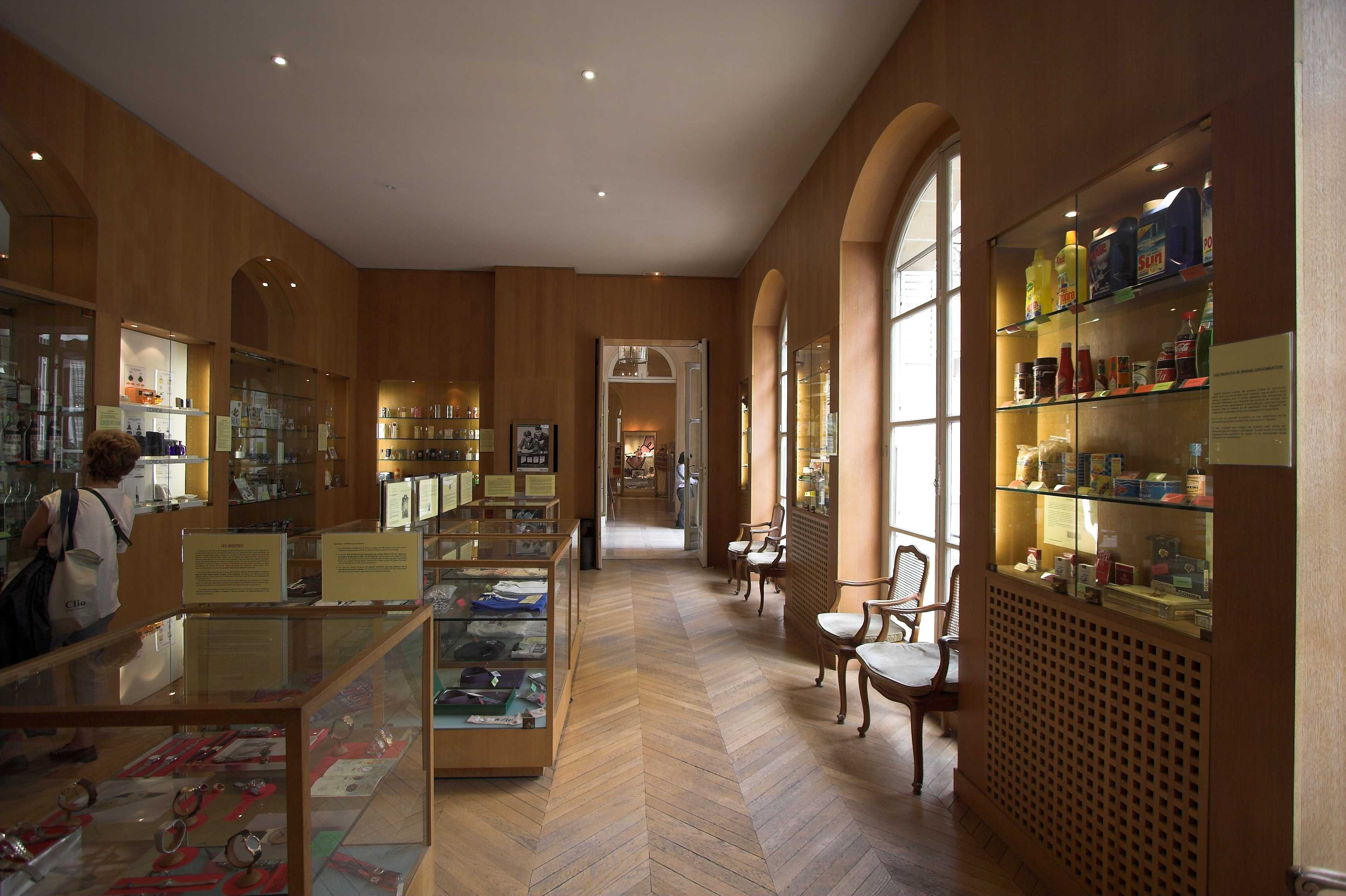
贋造博物館の館内

パリの贋造博物館(がんぞうはくぶつかん Musée de la Contrefaçon)はパリの16区にある。
1951年にユニオン・デ・ファブリカン（知的財産権の普及、啓発団体）によって教育目的で開設された。
展示されている物はいわゆる偽ブランド品の洋服、香水、バッグなどだが、そのほかにも玩具、スポーツ用品から自動車の修理部品までさまざまである。なかには、古代ローマ時代の壺のふたの贋物（偽ブランド品）もある。

## 交通
- パリ地下鉄2号線 ポルト・ドーフィヌ駅(Porte Dauphine)下車

座標: 北緯48度52分13.6秒 東経2度16分37秒 / 北緯48.870444度 東経2.27694度